# Sara Mérida
Sara Mérida Pérez (Barcelona, 8 de abril de 1993) es una futbolista española retirada que jugó por última vez en el RCD Espanyol. Debutando siendo adolescente con el Espanyol, ganó dos veces la Copa de la Reina y una vez la Copa Cataluña. Como internacional juvenil con España ganó la Eurocopa Sub-17 y quedó tercera en el Mundial Sub-17 de 2010. A pesar de su éxito juvenil, se retiró a los 21 años después de romperse el ligamento cruzado anterior cuatro veces y se convirtió en fisioterapeuta y entrenadora. Actualmente es la entrenadora en jefe del equipo femenino CE Europa B.

## Primeros años de vida y vida personal
Sara Mérida Pérez nació en Barcelona el 8 de abril de 1993. Habiendo crecido jugando al fútbol con su hermano mayor, el también jugador Fran Mérida, se unió al Santa Eulalia, el equipo masculino en el que Fran había jugado por primera vez, cuando tenía nueve años, donde permaneció hasta los once. Ha atribuido su ética de trabajo a los consejos que le daba Fran. Entre 2020 y 2022, Fran jugó en el equipo masculino del Espanyol mientras que Sara fue segunda entrenadora de su equipo femenino.
Mérida se incorporó al equipo femenino de Vilanova tras dejar Santa Eulalia, y asistió al colegio en Villanueva y Geltrú; continuó estudiando allí el Bachillerato, a pesar de que para entonces jugaba en Barcelona y tenía que desplazarse.
Está en una relación con la guardameta del Barcelona Sandra Paños.

## Carrera de clubes

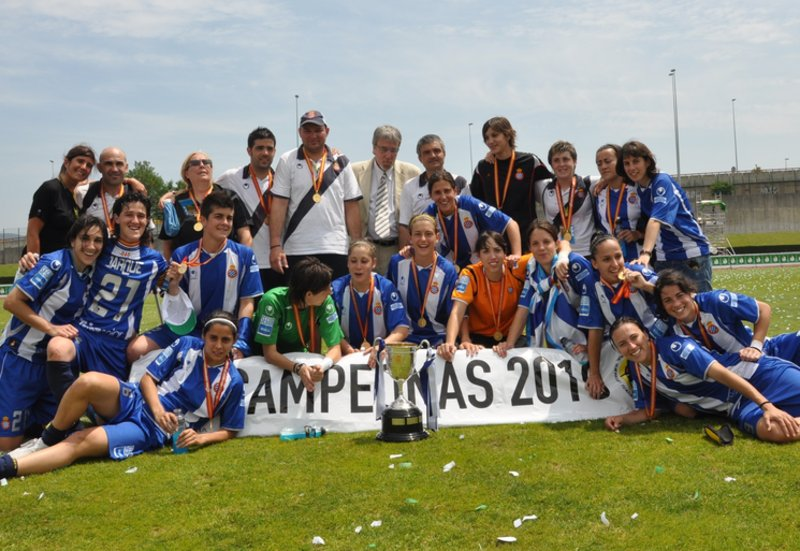
Mérida con el Espanyol en 2010

### Espanyol, 2009-2014
Mérida se unió al RCD Espanyol cuando era adolescente en 2009, siendo considerada una talentosa futbolista juvenil que se perfilaba para una carrera prometedora. El club era una gran potencia del fútbol femenino español de la época. Inicialmente fichó por el equipo B del Espanyol, pero fue incorporada a la selección absoluta de forma permanente después de dos meses, jugando sus primeros partidos de Superliga cuando tenía dieciséis años y diciendo que había sido su sueño lograrlo.
Fue titular en ambos partidos de la final de la temporada 2009-10 de la Superliga Femenina que el Espanyol perdió 1-2 en el global ante el Rayo Vallecano en mayo de 2010. Luego, el Espanyol ganó la Copa de la Reina 2010, con Mérida reemplazando a Kenti Robles en la final que ganaron 3-1 sobre el mismo rival. Rápidamente se volvió imprescindible en el centro del campo del equipo y era su especialista en jugadas a balón parado. El 23 de enero de 2011, Mérida sufrió una lesión del ligamento cruzado anterior en un partido contra la Real Sociedad. Fue operada el 8 de abril de 2011, cuando cumplía 18 años. Regresó a entrenar ocho meses después de la lesión y esperaba estar presente durante la temporada 2011-12, pero se rompió el ligamento anterior cruzado nuevamente en una sesión de entrenamiento. Durante esta temporada, otros dos jugadores del Espanyol también se rompieron el ligamento anterior cruzado; Obtuvo el alta médica en marzo de 2012, antes de romperse el ligamento anterior cruzado nuevamente ese mismo mes, durante una victoria por 3-1 sobre el Sporting Club de Huelva. Formó parte del plantel que ganó la Copa de la Reina 2012.
El tercer desgarro la llevó a estar un año de baja, ya que llevaba más de dos años sin jugar un partido completo desde su primera lesión. Continuó en el club durante la temporada 2013-14, pero ya no pudo ser una titular constante, buscando asentarse en el equipo mientras atravesaba un período de transición. Fue incluida como parte del equipo para la Copa Cataluña en 2013; en la final de septiembre derrotaron al dominante Barcelona en los penaltis, y Mérida levantó el trofeo con la capitana Sónia Matias. Mérida luego se rompió el ligamento anterior cruzado por cuarta vez y se vio obligada a retirarse del fútbol.

### Queens League, 2023
En 2023 dio inicio la liga de fútbol 7 de la Queens League, con Mérida incorporándose como jugadora invitada al equipo Porcinas FC, liga vista como una oportunidad para dejarle demostrar su talento una vez más. Ella fue capitana del equipo y jugó «a un nivel espectacular», con Porcinas encabezando la tabla en la temporada regular de la Queens League 2023 antes de perder ante PIO FC en los playoffs en el Estadio Metropolitano. Se unió a PIO FC como jugadora invitada después de esto, iniciando la Queens Cup 2023 a un alto nivel. Fue nombrada MVP de dos partidos de la Copa Queens, así como MVP de los playoffs, mientras ayudó a PIO a llegar a la final de la copa; no estuvo disponible para jugar en esta final después de sufrir una lesión en la rodilla en su partido contra 1K.

## Carrera internacional juvenil
Mérida jugó en los equipos de fútbol de Cataluña y formó parte de la generación juvenil dorada de España que ganó el Campeonato Europeo Femenino Sub-17 de la UEFA de 2010 y quedó tercera en la Copa Mundial Sub-17 de 2010, considerada su mediocampista ofensiva. En la Eurocopa sub-17, Mérida anotó dos goles en su victoria de grupo por 5-1 contra Dinamarca. En la final contra Irlanda, jugó fuerte y convirtió el primer penalti en la tanda de penaltis. En el Mundial sub-17 marcó contra Nueva Zelanda de tiro libre; habiendo recibido una tarjeta amarilla en el juego, no participó en el último partido de la fase de grupos de España contra Venezuela. Su primera lesión del ligamento anterior cruzado le impidió jugar el Campeonato Europeo Femenino Sub-19 de la UEFA de 2011.

## Carrera posjugadora

### Readaptadora
Habiendo luchado por aceptar sus lesiones, Mérida recibió apoyo para «volver a encarrilar [su] vida»; con amplia experiencia en fisioterapia, decidió convertirse en entrenadora. Estudió en el Instituto Nacional de Educación Física, aunque tardó más en completar el curso debido a su lesión en la rodilla. Especializada en prevención y rehabilitación de lesiones, realizó un máster por la Real Federación Española de Fútbol. Empezó a trabajar como entrenadora personal freelance en 2016, además de fisioterapeuta, y en 2017 dijo que quería centrarse en el periodo de readaptación al entrenamiento en equipo tras una lesión, algo para lo que sentía poco apoyo.
Desde 2018 trabaja como fisioterapeuta en el Espanyol. Aunque sólo tenía intención de trabajar con el primer equipo femenino, Mérida insistió en llevar el caso de Carla Sánchez de la cantera, jugadora que también sufrió una recaída tras una lesión del ligamento anterior cruzado. Cuando Sánchez volvió a jugar incluyó en sus botas la inicial de Mérida entre otras en homenaje a cómo la había ayudado. También estuvo trabajando con el equipo masculino del Espanyol hasta al menos 2020.

### Carrera como entrenadora
Mérida también participa en el coaching. Con su licencia B de la UEFA, le ofrecieron su primer puesto de entrenadora en los Estados Unidos en 2017. Fue subdirectora técnica del equipo femenino del Espanyol de 2018 a 2022, y vio al equipo ascendido a Primera Federación en 2022 después de pasar la temporada 2021-22 en Segunda División. Al tener que irse mientras el club se reestructuraba para adaptarse al ascenso, diciendo que la decisión estaba fuera de su alcance, fue nombrada entrenadora en jefe del primer equipo juvenil femenino de CE Europa (Europa B) en 2022. Compitiendo en ligas absolutas, el Europa B ganó todos sus partidos en su temporada de debut, y posteriormente logró el ascenso a la primera división catalana.

## Honores
Espanyol
- Copa de la Reina: 2010, 2012[41]
- Copa Cataluña: 2013[18]

España sub-17
- Copa Mundial Femenina Sub-17 de la FIFA: Bronce 2010
- Campeonato Femenino Sub-17 de la UEFA: 2010